# Brouillon

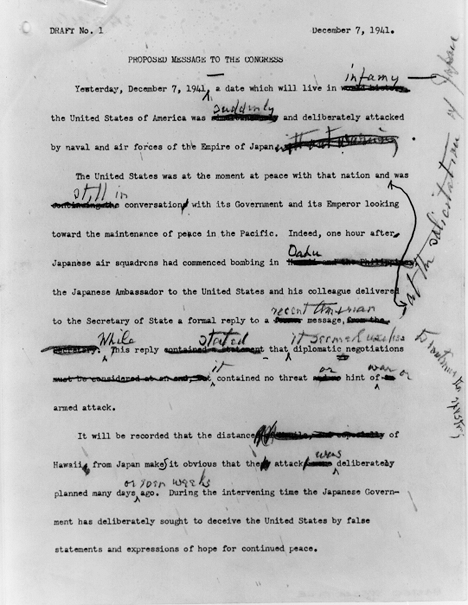
Brouillon d'un discours de Franklin Delano Roosevelt, avec des annotations.

Un brouillon est l’ébauche (le premier jet) d’un travail ou d’un dessin. Il est destiné à être annoté pour améliorer et approfondir un document écrit au moyen de ratures, ajouts en marge ou en interligne, corrections et griffonnages. L'auteur du brouillon peut aussi y améliorer son expression écrite ou son dessin. Il est voué à être mis au propre.
Par métonymie, le brouillon qualifie également le support physique de l’écriture, le document consacré à l’élaboration de l’écrit. Dans le cas d'un service numérique, un brouillon peut également désigner un document en cours de rédaction et non publié.

## Étymologie
Le terme « brouillon » né en 1549, et désigne une personne « qui met le trouble dans les affaires ». Sur cette base, Théodore Agrippa d'Aubigné le reprend en 1551 et lui donne le sens que l’on connaît aujourd’hui.
Le terme de brouillon dérive du verbe « brouiller » et renvoie à des mots de l'ancien français, du gallo-romain et du germanique comme « boue » ou « bouillon », rappelant son désordre et son caractère « malpropre ».

## En littérature
En littérature, le brouillon est un élément essentiel de la génétique des textes.
Lire un brouillon revient à lire un texte à l’intérieur duquel se trouve toutes les étapes de la réflexion de l’auteur, placées dans un ordre chronologique. Une rature remplace l’autre jusqu’à la satisfaction de l’écrivain, qui remet au propre la meilleure version pour en faire l’œuvre définitive.

## Étapes

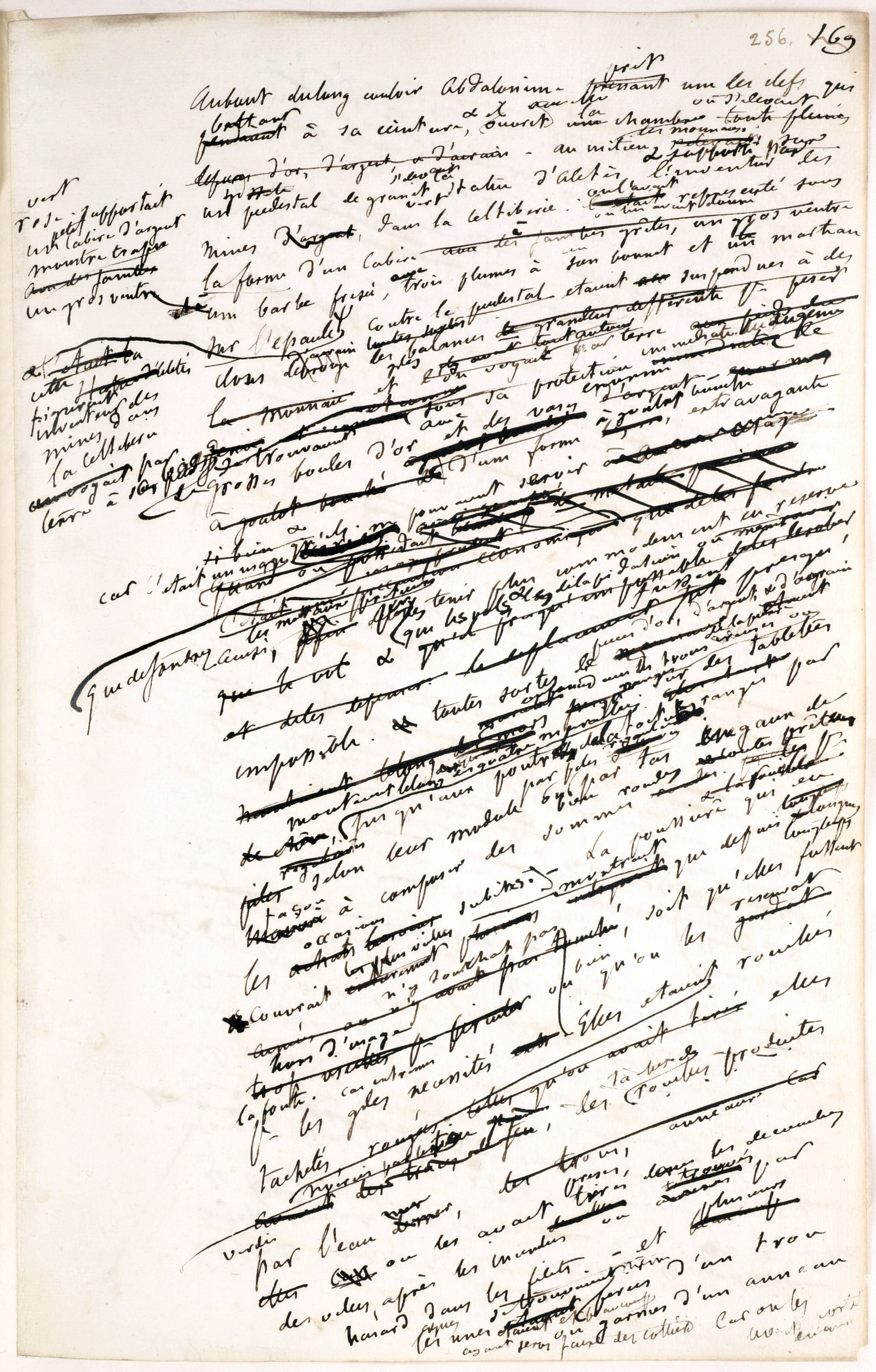
Exemple d'un brouillon de Gustave Flaubert, illustrant toutes les étapes de recherches.

Des études sur l'écriture au travail indiquent que les écrivains composent souvent leurs brouillons de la même manière : 
Dans un premier temps, le brouillon permet à l'écrivain de rassembler ses idées et de les ordonner pour que celles-ci soient en cohésion les unes avec les autres.
Les auteurs peuvent ensuite revenir sur leurs premières idées, et réorganiser leur réflexion par rapport à leur première ébauche.
Le brouillon est aussi l'endroit propice pour expérimenter différentes formulations ou sonorités. A titre d'exemple, Gustave Flaubert estime « qu’une phrase est bonne qu’après l’avoir fait passer par [son] gueuloir… », c’est-à-dire qu’après avoir prononcé à voix haute ses formules mises au brouillon.
C’est également le moment pour l’auteur de créer des liaisons entre ses idées et ses exemples. Flaubert revient de nombreuses fois sur ses brouillons, car il souhaite que les « pages dévalent les unes sur les autres ». Il cherche à expérimenter toutes les transitions possibles.
L'auteur peut alors découvrir des arguments ou des points centraux et élaborer ses idées clés.
Finalement, le brouillon permet à l'auteur de se relire, de choisir les bons mots et de faire des corrections de syntaxe.
Pour autant, ces étapes de la formation du brouillon sont souvent subjectives. C’est le généticien du texte ou le lecteur, par ses biais et sa connaissance personnelle du sujet (il a souvent été lui-même auteur de brouillons) qui interprète instinctivement ces productions comme l'imitation d’une même structure.

## Formes
Un brouillon peut se présenter sous différentes formes, différents supports.
Il peut être un morceau de feuille déchiré, un post-it, une note de téléphone, une serviette en papier, un ticket de caisse, un verso de feuille déjà utilisée, et bien d'autres encore. Le brouillon peut aussi tout simplement prendre une forme de cahier dédié au principe de brouillon et sera donc appelé "cahier de brouillon".
Peu importe sa forme, un brouillon est considéré comme tel à partir du moment où celui qui le compose a décidé qu'il en serait un par sa simple volonté de mettre à plat certaines idées et de les organiser.
Chacun a sa propre manière d'écrire son brouillon, sa propre méthode d'écriture et d'organisation.

## Le brouillon numérique
Au fil des ans, le numérique s'impose petit à petit dans de nombreux domaines. Il prend sa place notamment dans le domaine de l'écriture. De nos jours, il est plus fréquent de voir des auteurs écrire en tapuscrit plutôt qu'en manuscrit. L'étape du brouillon peut aussi se faire numériquement. Il existe des logiciels d'écriture basiques sur lesquels on peut écrire nos brouillons. Pour ceux qui souhaitent voir leurs modifications sans perdre leurs précédentes propositions pour autant, il est possible d'utiliser la fonction "barrer" ou même de changer la couleur de police pour distinguer les modifications.